# Jan Zachariasiewicz

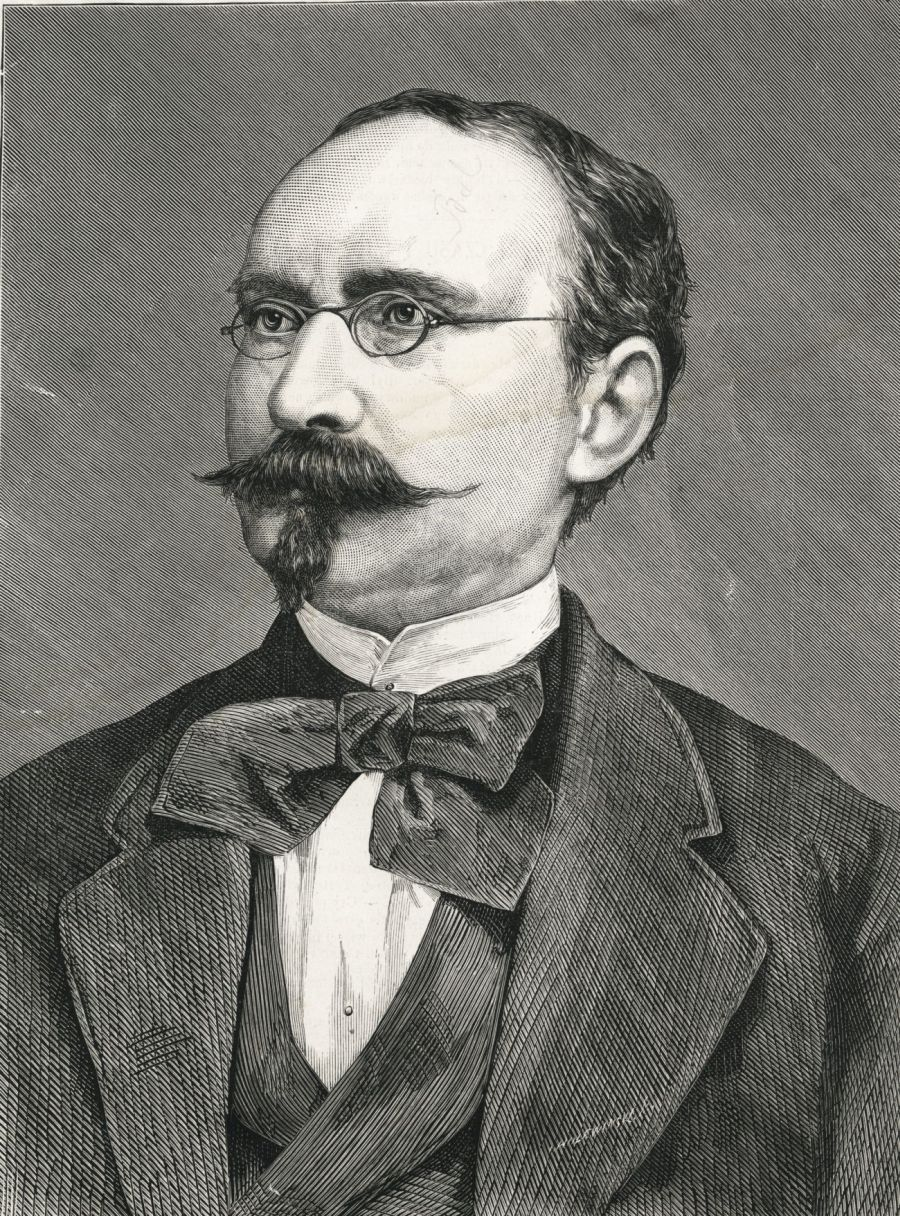
Jan Chryzostom Zachariasiewicz.

Jan Chryzostom Zachariasiewicz (phát âm tiếng Ba Lan: [ˈjan xrɨˈzɔstɔm zaxarjaˈɕɛvit͡ʂ]; hay Zacharyasiewicz, Zacharjasiewicz; sinh ngày 11 tháng 9 năm 1823 tại Radymno – mất ngày 7 tháng 5 năm 1906 tại Krzywcza) là một tiểu thuyết gia và nhà báo người Ba Lan.

## Tiểu sử
Jan Chryzostom Zachariasiewicz sinh ngày 11 tháng 9 năm 1823 tại Radymno. Trong các năm 1842–44 ông là tù nhân của Lâu đài Špilberk. Zachariasiewicz là đồng biên tập của tạp chí Tygodnik Polski. Trên tạp chí này ông đã đăng bài thơ Machabeusze. Vì đã đăng tác phẩm này và cũng vì tham gia vào Cách mạng 1848, Zachariasiewicz đã bị giam giữ ở Terezín trong hai năm. Ông là cháu hoặc cháu nội của giám mục Franciszek Zachariasiewicz (1770–1845).
Zachariasiewicz mất ngày 7 tháng 5 năm 1906 tại Krzywcza.

## Tác phẩm
Ở Lviv Zachariasiewicz đã xuất bản và biên tập các tạp chí:
- Postęp (1848), một tạp chí chính trị cấp tiến, với K. Widman
- Tygodnik Polski (1849)
- Nowiny (1854–1856)
- Kółko Rodzinne (1860)

Các tiểu thuyết đáng chú ý của Zachariasiewicz bao gồm:
- Skromne nadzieje (1854)
- Na kresach (1860)
- Święty Jur (1862), tập 1–3
- Człowiek bez jutra (1871)
- Zły interes (1876)
- Wybór pism (1886–1888), tuyển tập tác phẩm, tập 1–11